# Asociación Colombiana de Facultades de Comunicación
La Asociación Colombiana de Facultades de Comunicación, también conocida como AFACOM, es una organización no gubernamental, sin ánimo de lucro, que congrega a las universidades públicas y privadas de Colombia. Cuenta con personería jurídica desde el 20 de abril de 1979.
Desde el año 2019 la entidad se encarga de realizar anualmente el Congreso Nacional de Comunicación y Encuentro de Semilleros de investigación.

## Universidades asociadas
Las facultades de comunicación asociadas pagan una membresía anual.
| Nombre                                     | Programa                                 | Departamento    | Ciudad       |
| ------------------------------------------ | ---------------------------------------- | --------------- | ------------ |
| Corporación Universitaria Minuto de Dios   | Comunicación Social y Periodismo         | Bogotá, D. C.   | Bogotá       |
| Fundación Universitaria Los Libertadores   | Comunicación Social y Periodismo         | Bogotá, D. C.   | Bogotá       |
| Universidad de Boyacá                      | Comunicación Social                      | Boyacá          | Tunja        |
| Universidad Mariana                        | Comunicación Social                      | Nariño          | Pasto        |
| Universidad Externado de Colombia          | Comunicación Social - Periodismo         | Bogotá, D. C.   | Bogotá       |
| Pontificia Universidad Javeriana           | Comunicación Social                      | Bogotá, D. C.   | Bogotá       |
| Universidad de la Sabana                   | Comunicación Social y Periodismo         | Bogotá, D. C.   | Bogotá       |
| Universidad Surcolombiana                  | Comunicación Social y Periodismo         | Huila           | Neiva        |
| Fundación Universitaria San Alfonso        | Comunicación Social                      | Bogotá, D. C.   | Bogotá       |
| Universidad Cooperativa de Colombia        | Comunicación Social                      | Bogotá, D. C.   | Bogotá       |
| Fundación Universitaria del Área Andina    | Comunicación Social                      | Risaralda       | Pereira      |
| Fundación Universitaria Católica del Norte | Comunicación Digital                     | Antioquia       | Medellín     |
| Universidad Católica Luis Amigó            | Comunicación Social                      | Antioquia       | Medellín     |
| Universidad Católica de Pereira            | Comunicación Social - Periodismo         | Risaralda       | Pereira      |
| Politécnico Grancolombiano                 | Comunicación Social y Periodismo         | Bogotá, D. C.   | Bogotá       |
| Politécnico Colombiano Jaime Isaza Cadavid | Comunicación Audiovisual                 | Antioquia       | Medellín     |
| Unilasallista Corporación Universitaria    | Comunicación y Periodismo                | Antioquia       | Caldas       |
| Universidad Autónoma de Bucaramanga        | Comunicación Social                      | Santander       | Bucaramanga  |
| Universidad Autónoma de Occidente          | Comunicación Social - Periodismo         | Valle del Cauca | Cali         |
| Universidad Católica de Oriente            | Comunicación Social                      | Antioquia       | Rionegro     |
| Universidad de Bogotá Jorge Tadeo Lozano   | Comunicación Social y Periodismo         | Bogotá, D. C.   | Bogotá       |
| Universidad de Antioquia                   | Comunicación Social - Periodismo         | Antioquia       | Medellín     |
| Universidad de Ibagué                      | Comunicación Social y Periodismo         | Tolima          | Ibagué       |
| Universidad de Investigación y Desarrollo  | Comunicación Social                      | Santander       | Bucaramanga  |
| Universidad de Manizales                   | Comunicación Social y Periodismo         | Caldas          | Manizales    |
| Universidad de Medellín                    | Comunicación en Lenguajes Audiovisuales  | Antioquia       | Medellín     |
| Universidad de Santander                   | Comunicación Social y Periodismo         | Santander       | Bucaramanga  |
| Universidad del Cauca                      | Comunicación Social                      | Cauca           | Popayán      |
| Fundación Universitaria de Popayán         | Comunicación Social                      | Cauca           | Popayán      |
| Universidad del Quindío                    | Comunicación Social - Periodismo         | Quindío         | Armenia      |
| Universidad del Tolima                     | Comunicación Social - Periodismo         | Quindío         | Armenia      |
| Universidad Pontificia Bolivariana         | Comunicación Social - Periodismo         | Antioquia       | Medellín     |
| Universidad Nacional Abierta y a Distancia | Comunicación Social                      | Tolima          | Ibagué       |
| Universidad Sergio Arboleda                | Comunicación Social y Periodismo Digital | Bogotá, D. C.   | Bogotá       |
| Universidad Sergio Arboleda                | Comunicación Social y Periodismo         | Magdalena       | Santa Marta  |
| Fundación Universitaria Compensar          | Comunicación Social                      | Bogotá, D. C.   | Bogotá       |
| Universidad de la Costa                    | Comunicación Social y Medios Digitales   | Atlántico       | Barranquilla |

## Congreso Nacional de Comunicación y Encuentro de Semilleros de Investigación
| Edición | Año  | Fecha                | Lema                                                     | Sede                                     | Ciudad            | Fuente |
| ------- | ---- | -------------------- | -------------------------------------------------------- | ---------------------------------------- | ----------------- | ------ |
| I       | 2019 | 20 y 21 de marzo     | Transformaciones y tendencias de la profesión            | Universidad de Bogotá Jorge Tadeo Lozano | Bogotá            | [ 2 ]  |
| II      | 2020 | 29 y 30 de octubre   | La comunicación en los escenarios de la 4ta revolución   | Modalidad virtual                        | Modalidad virtual | [ 4 ]  |
| III     | 2021 | 17 y 18 de marzo     | Retos de la comunicación en la sociedad del conocimiento | Universidad de Medellín                  | Medellín          | [ 5 ]  |
| IV      | 2022 | 16 y 17 de marzo     | Comunicación, contexto político y big data en el 2022    | Universidad Sergio Arboleda              | Santa Marta       | [ 6 ]  |
| V       | 2023 | 16 y 17 de marzo     | Mirando la comunicación desde las regiones               | Universidad del Tolima                   | Ibagué            | [ 7 ]  |
| VI      | 2024 | 13, 14 y 15 de marzo | Comunicación sin fronteras                               | Universidad Francisco de Paula Santander | Cúcuta            | [ 8 ]  |